# Sigil (приложение)
Sigil — бесплатное программное обеспечение (редактор) с открытым исходным кодом для создания и редактирования электронных книг в формате EPUB.
Программа представляет собой мощный универсальный редактор электронных книг, позволяющий не только редактировать, но также создавать электронные книги с собственным дизайном. Ряд полезных функций, возможность настройки параметров конфигурации приложения делают данное программное обеспечение очень эффективным при работе с электронными документами ePub.
Как кроссплатформенное приложение, Sigil распространяется для платформ Windows, macOS, Linux и Haiku под лицензией GNU GPL. Sigil позволяет редактировать файлы EPUB как в режиме WYSIWYG (до версии 0.9.15), так и в обычном режиме редактора кода. Кроме того, реализован импорт файлов HTML и обычных текстовых файлов.
Sigil разрабатывается с 2009 года Страхиньем Марковичем (Strahinja Val Marković) и другими участниками проекта. С июля 2011 года по июнь 2015 года ведущим разработчиком был Джон Шембер (John Schember). В июне 2015 года дальнейшую разработку редактора продолжили Кевин Хендрикс (Kevin Hendricks) и Дуг Мэсси (Doug Massay).

## Возможности
Основные функции и возможности Sigil:
- Полная поддержка спецификаций UTF-16;
- Поддержка спецификаций EPUB 2 и EPUB 3;
- Несколько вариантов просмотра: режим книга, режим код и предварительный просмотр;
- Генератор оглавления с многоуровневой поддержкой заголовков;
- Редактор метаданных с полной поддержкой всех записей метаданных;
- Проверка орфографии на основе Hunspell со стандартными и настраиваемыми пользователем словарями;
- Полная поддержка регулярных выражений (PCRE) для поиска и замены;
- Поддержка импорта файлов EPUB и HTML, изображений и таблиц стилей;
- Интегрированный API для внешних HTML и графических редакторов;
- Поддержка плагинов (англ.);
- Валидатор FlightCrew для проверки соответствия стандарту EPUB (отдельный плагин);
- Поддержка контрольных точек (сравнение так называемых снимков состояния электронной книги);
- Поддержка различных тем оформления.

Sigil полностью поддерживает спецификацию EPUB 2 и с некоторыми ограничениями EPUB 3. Начиная с версии 0.9.3 от января 2016 года, разработчики сосредоточились на «улучшении способности Sigil работать с электронными книгами epub3 и создавать их без потери совместимости с epub2».

## Справочная информация и различные сведения
На веб-сайте Sigil (англ.) всегда можно найти важные ссылки по поддержке Sigil, загрузить дополнительные ресурсы и материалы, ознакомиться с требованиями для конкретной платформы и получить советы по устранению проблем.
Актуальную версию руководства пользователя Sigil можно загрузить с веб-сайта Sigil (англ.) или из его собственного репозитария GitHub (англ.).
В июне 2019 года состоялся релиз редактора версии 0.9.14. Эта версия стала крайней где использовался компонент Qt WebKit и была возможность редактирования WYSIWYG в режиме просмотра книги. В последующих версиях стал использоваться компонент Qt WebEngine а возможность редактирования в режиме WYSIWYG исключили. Для редактирования страниц был разработан визуальный редактор XHTML PageEdit, в виде отдельного приложения.

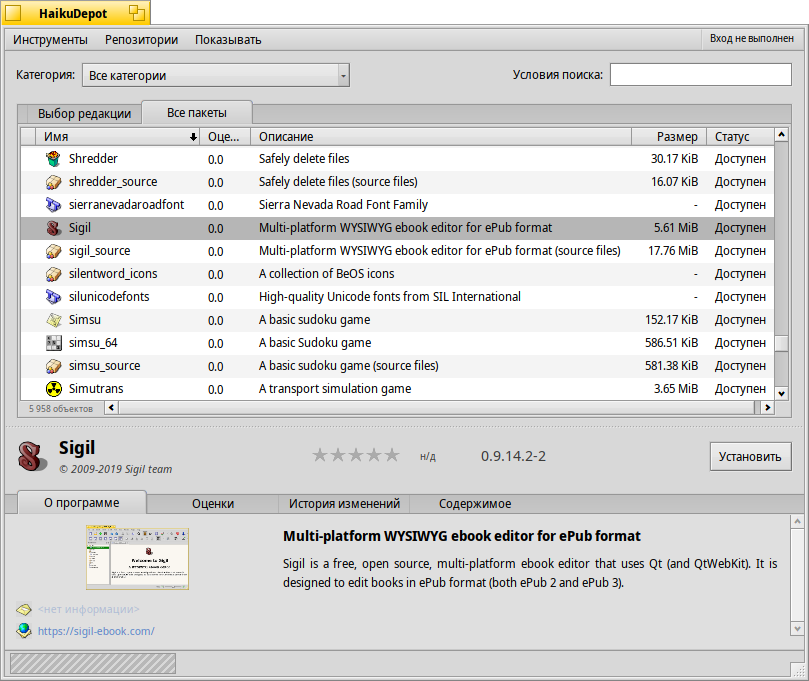
Редактор Sigil в репозитарии Haiku

В октябре 2019 года группа энтузиастов портировала Sigil версии 0.9.14 для работы на платформе операционной системы Haiku. Выбор этой версии был обусловлен отсутствием поддержки Qt WebEngine со стороны операционной системы.

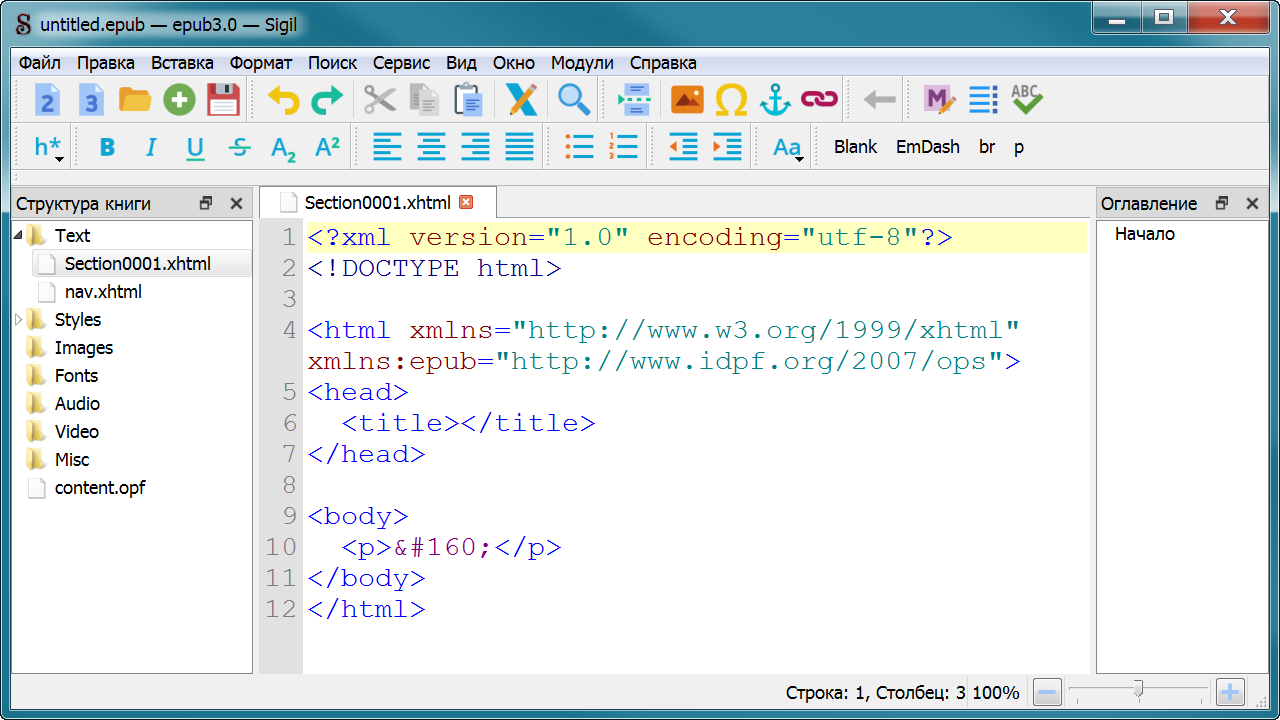
Новый набор пиктограмм Sigil 1.1.0 на платформе Windows 7

В версии 1.1.0 была добавлена поддержка тёмной темы оформления и полностью заменён набор пиктограмм используемых в редакторе.
В версии 1.2.0 была добавлена возможность создания контрольных точек редактируемой электронной публикации (меню «Архивариус» в русской версии редактора). Контрольные точки сохраняются в локальном репозитарии, который устроен по принципу git. Реализованы основные функции управления репозитарием и контрольными точками.
В версии 1.9.20 MathJax обновлён до версии 3.2.2 для поддержки mathml в режиме Preview.

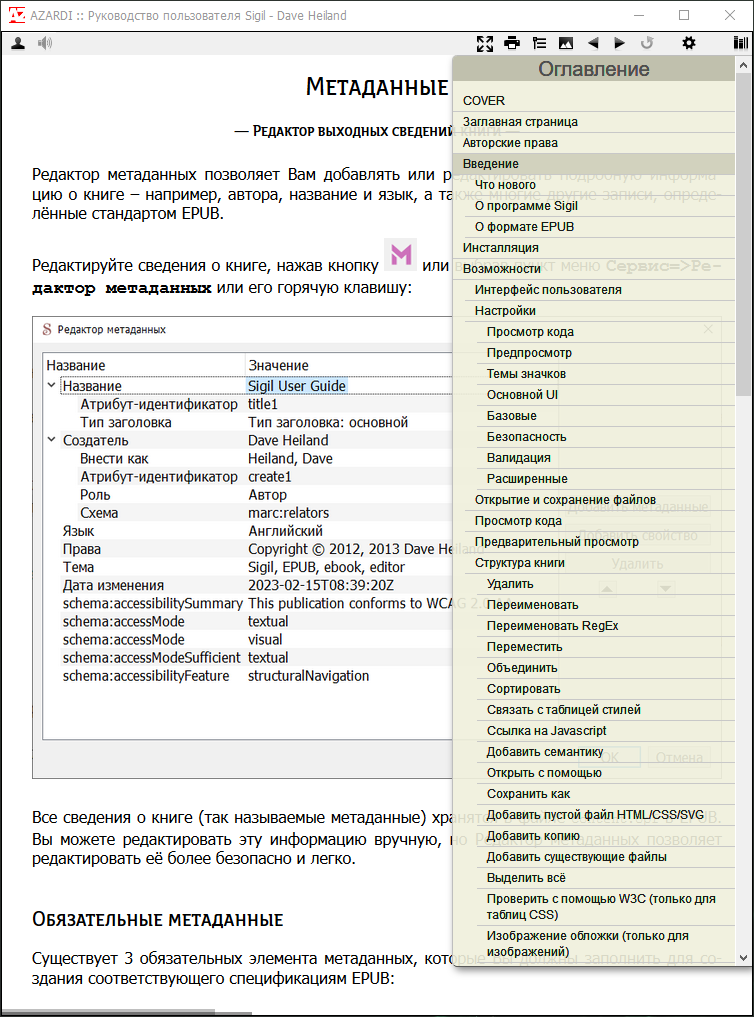
Страница русскоязычного руководства пользователя Sigil в ридере.

В марте 2023 года вышел первый перевод оригинального руководства пользователя «Sigil User Guide» на русский язык. Использовалась версия электронной книги от 17.05.2022, размещённая в свободном доступе на GitHub. Редакция и перевод Юрия Замотайло.

## Релизы, версии,история изменений(англ.)
| Версия | Дата выхода     | Описание, основные изменения и комментарии |
| ------ | --------------- | --- |
| 2.4.2  | 1 февраля 2025  | В раздел «Сервис» главного меню добавлен новый пункт: «Обновить MIME-типы манифеста OPF». Этот инструмент позволяет определять нераспознанные MIME-типы на основе фактического содержимого файла. |
| 2.4.0  | 11 января 2025  | Добавлен пункт контекстного меню для XHTML-файлов «Информация о файле…» и соответствующее ему информационное окно в котором предоставляется специфичная для данного файла информация, что даёт возможность без необходимости не запускать инструмент «Отчёты…». Добавлена поддержка нескольких семантик для одного xhtml-файла, хотя технически это пока не разрешено спецификацией. Фреймворк Qt обновлён до версии 6.7.3, вместе с соответствующим пакетом PySide6. |
| 2.3.1  | 7 сентября 2024 | Sigil версии 2.3.1 – это в первую очередь исправление ошибок. Начиная с версии 2.3.1 компонент Microsoft VC++ runtime больше не входит в состав программы установки Sigil для Windows. Он уже должен быть установлен на любом компьютере с Windows, на котором поддерживается Sigil. |
| 2.3.0  | 16 августа 2024 | Sigil версии 2.3.0 представляет собой смесь исправлений ошибок и новых функций. Кроме того, является первой версией, которая поддерживает сборку только с Qt6. |
| 2.2.1  | 22 июня 2024    | Sigil версии 2.2.1 – это релиз с исправлением ошибок. В зависимости от того, насколько стабильной окажется эта версия, она может оказаться последней версией Sigil с поддержкой Qt5. |
| 2.2.0  | 15 июня 2024    | Sigil версии 2.2.0 представляет собой смесь исправлений ошибок и новых функций. Настоятельно рекомендуется обновить Sigil до последней версии, так как она включает в себя большое количество исправлений безопасности сторонних разработчиков. В зависимости от того, насколько стабильной окажется эта версия, она может оказаться последней версией Sigil, поддерживающей Qt5. |
| 2.1.0  | 2 апреля 2024   | Sigil версии 2.1.0 представляет собой смесь исправлений ошибок и новых функций. Настоятельно рекомендуется обновить Sigil до последней версии, так как она включает в себя большое количество исправлений безопасности сторонних разработчиков. |
| 2.0.2  | 27 октября 2023 | Sigil версии 2.0.2 – это релиз с исправлением ошибок. Это настоятельно рекомендуемое обновление, поскольку в этом релизе исправлено множество серьёзных ошибок, вызывающих сбои. |
| 2.0.1  | 23 августа 2023 | Sigil версии 2.0.1 представляет собой релиз, в котором исправлены только ошибки. |
| 2.0.0  | 19 августа 2023 | Этот выпуск представляет собой смесь исправлений ошибок и новых возможностей. Ключевыми моментами являются обновление до Qt6.5.2 и Python 3.11.3, а также переход на PySide6 вместо PyQt5/6 для плагинов (подробнее см. здесь [англ.]). Вместе с программой больше не предоставляется официальный 32-битный двоичный установщик Windows (устаревший или иной). Обновление до Qt6.5.2 делает Windows 10 (1809) минимально поддерживаемой ОС для официальной версии Sigil, начиная с Sigil 2.0.0. Аналогично, минимально поддерживаемой версией MacOS становится 11.0 (Big Sur). |
| 1.9.30 | 16 марта 2023   | Этот выпуск представляет собой смесь исправлений ошибок и новых функций. |
| 1.9.20 | 3 сентября 2022 | Этот выпуск представляет собой смесь исправлений ошибок и новых функций. Начиная с Sigil версии 1.9.20, для рендеринга MathML в окне предварительного просмотра Sigil требуется MathJax 3.2.2+. |
| ...    | ...             | ... |
| 1.2.0  | 29 марта 2020   | Sigil версии 1.2.0 представляет собой смесь исправлений ошибок и новых возможностей для пользователей epub2 и epub3. Добавлена функция контрольных точек для быстрого сохранения снимков состояния электронной книги (версий) в репозитариях git с возможностью лёгкого создания контрольной точки (хранящейся в локальном репозитарий git); возможностью просмотра изменений между текущим epub и любой более ранней контрольной точкой; возможностью отката всего epub к более ранней контрольной точке; возможностью управления и удаления репозитариев контрольных точек.  |
| 1.1.0  | 7 февраля 2020  | Sigil версии 1.1.0 представляет собой смесь исправлений ошибок и новых возможностей для пользователей epub2 и epub3. Добавлена поддержка тёмной темы оформления для Windows, Linux и macOSX. Mac – единственная из трёх платформ, где Qt изначально поддерживает тёмный режим на системном уровне. В программу включён совершенно новый набор значков повышенной контрастности. |
| 1.0.0  | 18 декабря 2019 | Sigil версии 1.0.0 представляет собой важную веху в истории Sigil. Требование о том, что все epub-файлы должны быть реструктурированы в соответствии с давно установленными стандартами Sigil, наконец-то отменено. Пользователи всё ещё могут вручную изменить структуру epub в соответствии со старыми стандартами Sigil, но это больше не будет происходить автоматически при открытии. |
| ...    | ...             | ... |
| 0.9.14 | 11 июня 2019    | Этот выпуск Sigil в основном направлен на решение проблем с производительностью и утечками памяти, но в нём также есть несколько новых функций и другие исправления ошибок. Sigil 0.9.14 станет последней версией, использующей QtWebKit, и последней версией, поддерживающей редактирование в BookView. |
| ...    | ...             | ... |
| 0.9.3  | 31 января 2016  | Sigil версии 0.9.3 – это новый крупный релиз, который значительно улучшает способность Sigil создавать и работать с электронными книгами в формате epub3, не теряя при этом своих возможностей по поддержке формата epub2. Этот выпуск также содержит ряд исправлений ошибок и улучшений стабильности. |
| ...    | ...             | ... |
| 0.1.5  | 25 ноября 2009  | ... |
| 0.1.4  | 8 октября 2009  | ... |
| 0.1.3  | 2 сентября 2009 | ... |
| 0.1.2  | 12 августа 2009 | ... |
| 0.1.1  | 6 августа 2009  | ... |
| 0.1.0  | 1 августа 2009  | Первоначальный выпуск |